# Доматувко
Доматувко (пол. Domatówko, нім. Klein Dommatau) — село в Польщі, у гміні Пуцьк Пуцького повіту Поморського воєводства.
Населення — 644 особи (2011).
У 1975-1998 роках село належало до Гданського воєводства.

## Демографія
Демографічна структура станом на 31 березня 2011 року:
|          | Загалом | Допрацездатний вік | Працездатний вік | Постпрацездатний вік |
| -------- | ------- | ------------------ | ---------------- | -------------------- |
| Чоловіки | 320     | 100                | 205              | 15                   |
| Жінки    | 324     | 97                 | 188              | 39                   |
| Разом    | 644     | 197                | 393              | 54                   |